# Patroelje bij dageraad
Patroelje bij dageraad is het 14e album uit de stripreeks Buck Danny.

## Het verhaal
Buck Danny is samen met zijn vrienden Jerry Tumbler en Sonny Tuckson opvarende van het Amerikaanse vliegdekschip Valley Forge. Op een gegeven moment komt er een noodoproep van een onbekend vliegtuig binnen op het vliegdekschip. Als het vliegtuigwrak gelokaliseerd is in de nabijheid van een eiland gaat men ter plekke kijken of er nog overlevenden zijn. Eenmaal ter plaatse komt Buck Danny tot de ontdekking dat iemand het vliegtuig wil laten opblazen doordat er delen van een ontstekingsmechanisme op het strand liggen.
Als de drie vrienden na het wrak onderzocht te hebben weer boven water komen, worden ze gevangengenomen door ene Wrangler. Wrangler was in de Tweede Wereldoorlog commandant op de duikboot die een oorlogsschat van de Duitsers naar Japan moest brengen. Halverwege werd de duikboot echter tot zinken gebracht en zonk de schat naar de bodem van de zee. Wrangler probeert met behulp van sonar apparatuur in een vliegtuig de schat op te sporen.
Doordat zijn vliegtuig is neergestort en daarbij zijn piloten zijn omgekomen heeft Wrangler nieuwe piloten nodig en in de drie piloten van de U.S. Navy ziet hij prima vervangers voor zijn eigen. Op een verlaten militair vliegveld vinden de drie een werkend toestel en vervolgens gaan ze op zoek naar de schat.
Als het wrak van de duikboot is gelokaliseerd gaan Buck Danny, Tumbler en Sonny vanaf het schip van Wrangler gedrieën naar beneden om de schat te bergen. Ondertussen zoekt de U.S. Navy naar haar vermiste piloten. Doordat een signalement van het schip van Wrangler bekend is, lukt het de marine om het schip op te sporen. Het schip wordt door Danny gesaboteerd en komt stil te liggen. Daarna lukt het een helikopter om de drie vrienden van het schip te bevrijden. De schat zinkt vervolgens met het schip opnieuw naar de zeebodem.

## De vliegtuigen in de strip
- Grumman F9F Panther
- Consolidated PBY Catalina

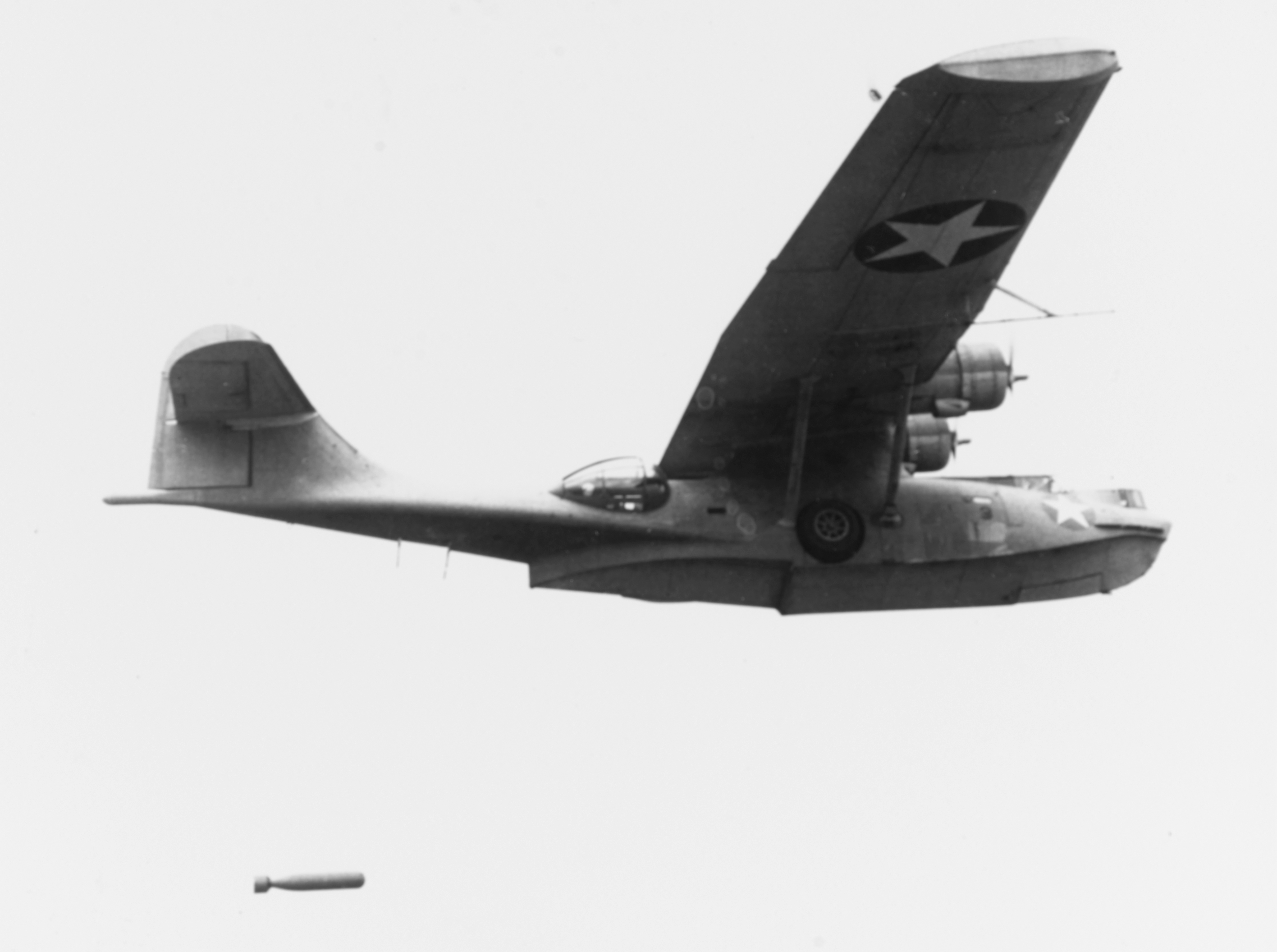
PBY Catalina met een magnetische-anomaliedetector.

- Sikorsky S-55 Chickasaw (Helikopter)
- Grumman TBF Avenger
- Piasecki H-21 Shawnee (Helikopter)

## Achtergronden bij het verhaal
De duikboot in de strip, de U-135 (klasse VII C), is in werkelijkheid op 15 juli 1943 na een actieve dienst van bijna twee jaar bij de Canarische Eilanden tot zinken gebracht. Dit gebeurde met behulp van dieptebommen door de Engelse schepen HMS Rochester, HMS Balsam en HMS Mignonette. Er vielen 5 slachtoffers.